# Vilafamés

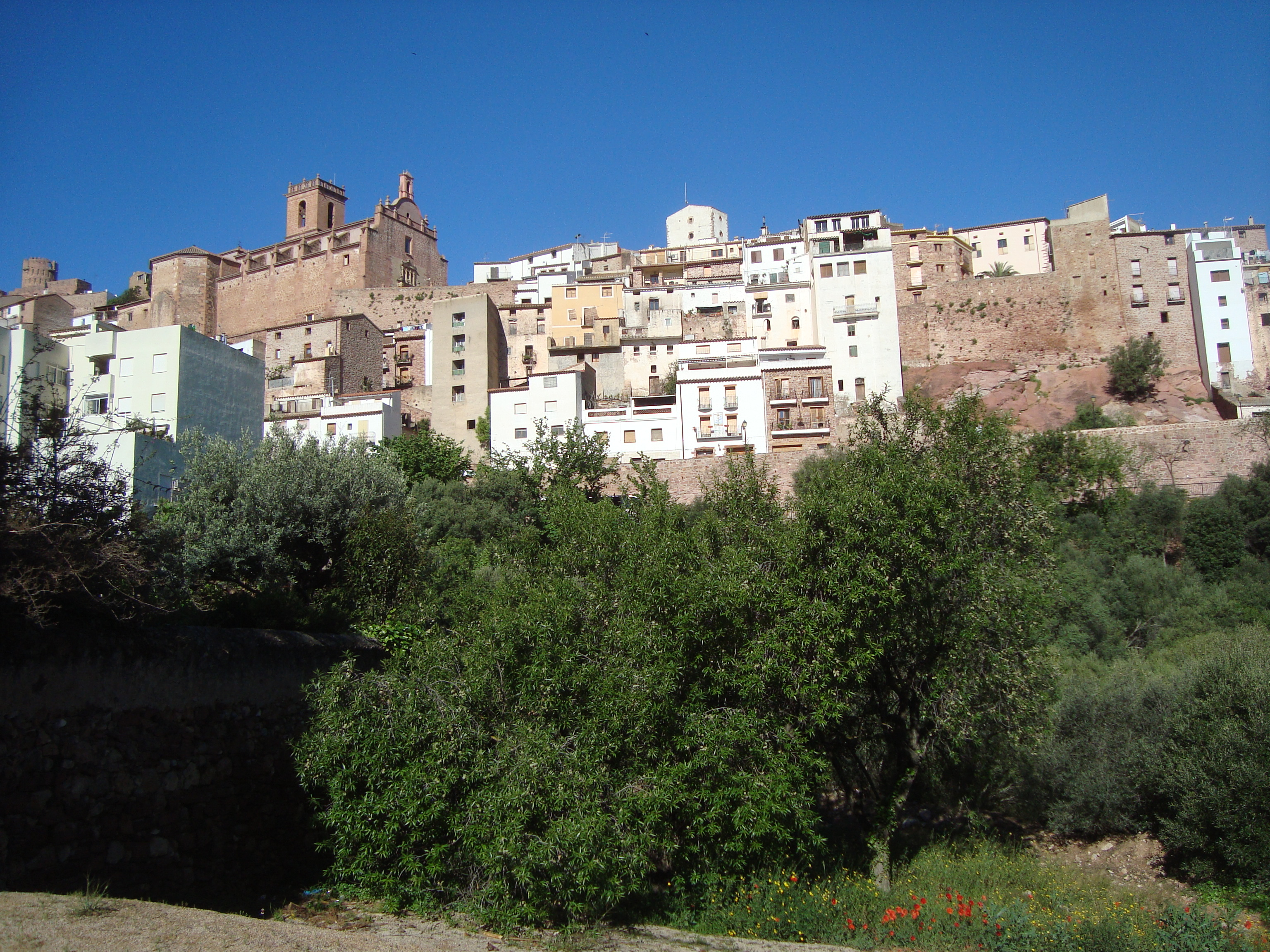
Vilafamés

Vilafamés, en valencien et officiellement (Villafamés en castillan), est une commune d'Espagne de la province de Castellón dans la Communauté valencienne. Elle est située dans la comarque de Plana Alta et dans la zone à prédominance linguistique valencienne. Vilafamés appartient à l'association Les Plus Beaux Villages d'Espagne.

## Histoire

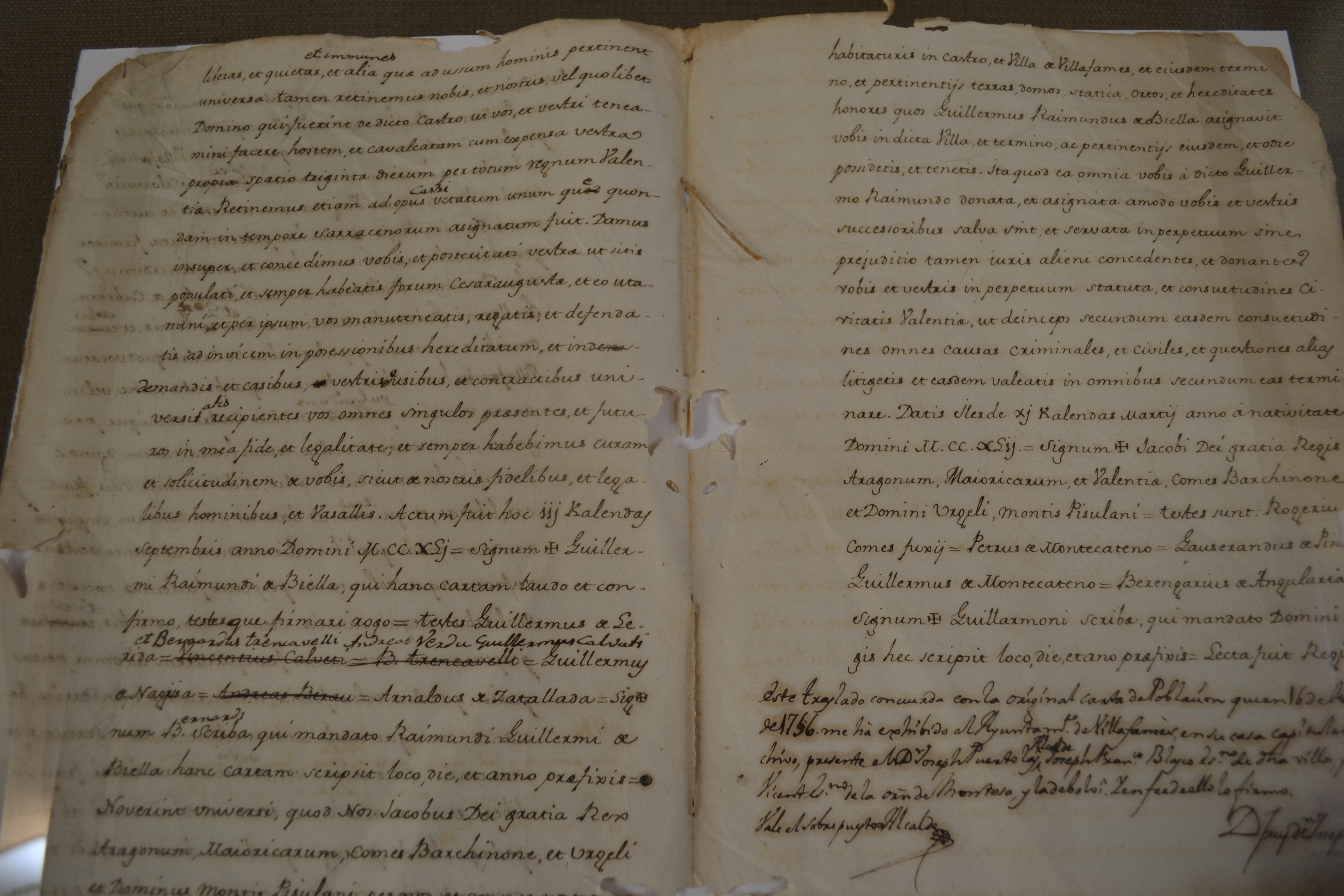
Charte de peuplement de Vilafamés

## Géographie

Localisation de Vilafamés
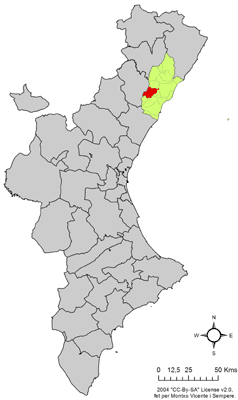
dans la Communauté valencienne.
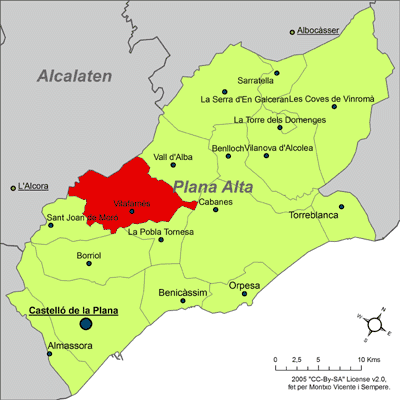
dans la comarque de Plana Alta.

## Patrimoine
- Église du Sang (ca)
- Église de l'Assomption (ca)
- Chapelle San Miguel (es)
- Château de Vilafamés (ca)
- Musée d'art contemporain de Vilafamés (ca)

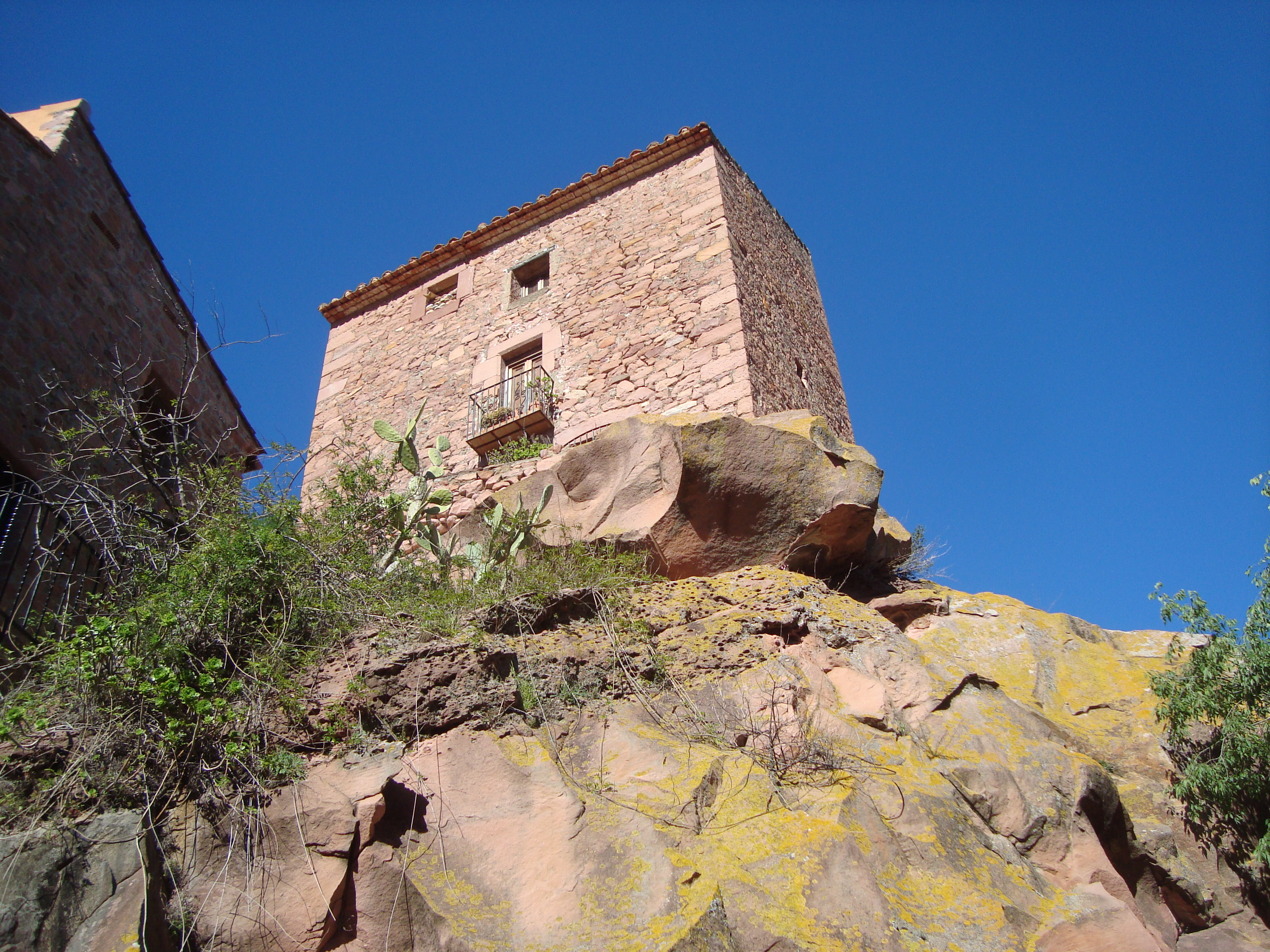
La Torreta.
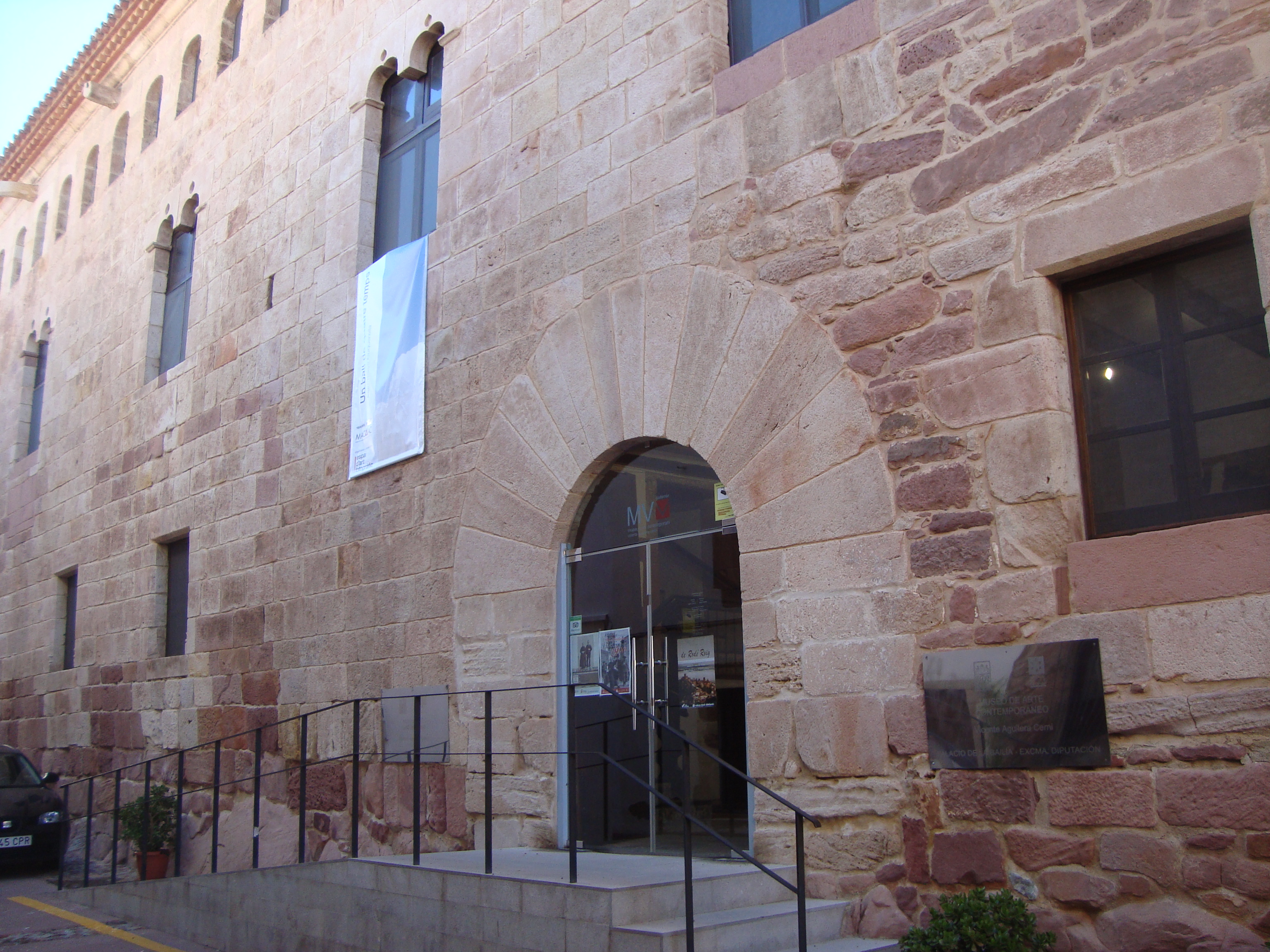
Palau del Batlle, Musée d'art contemporain.
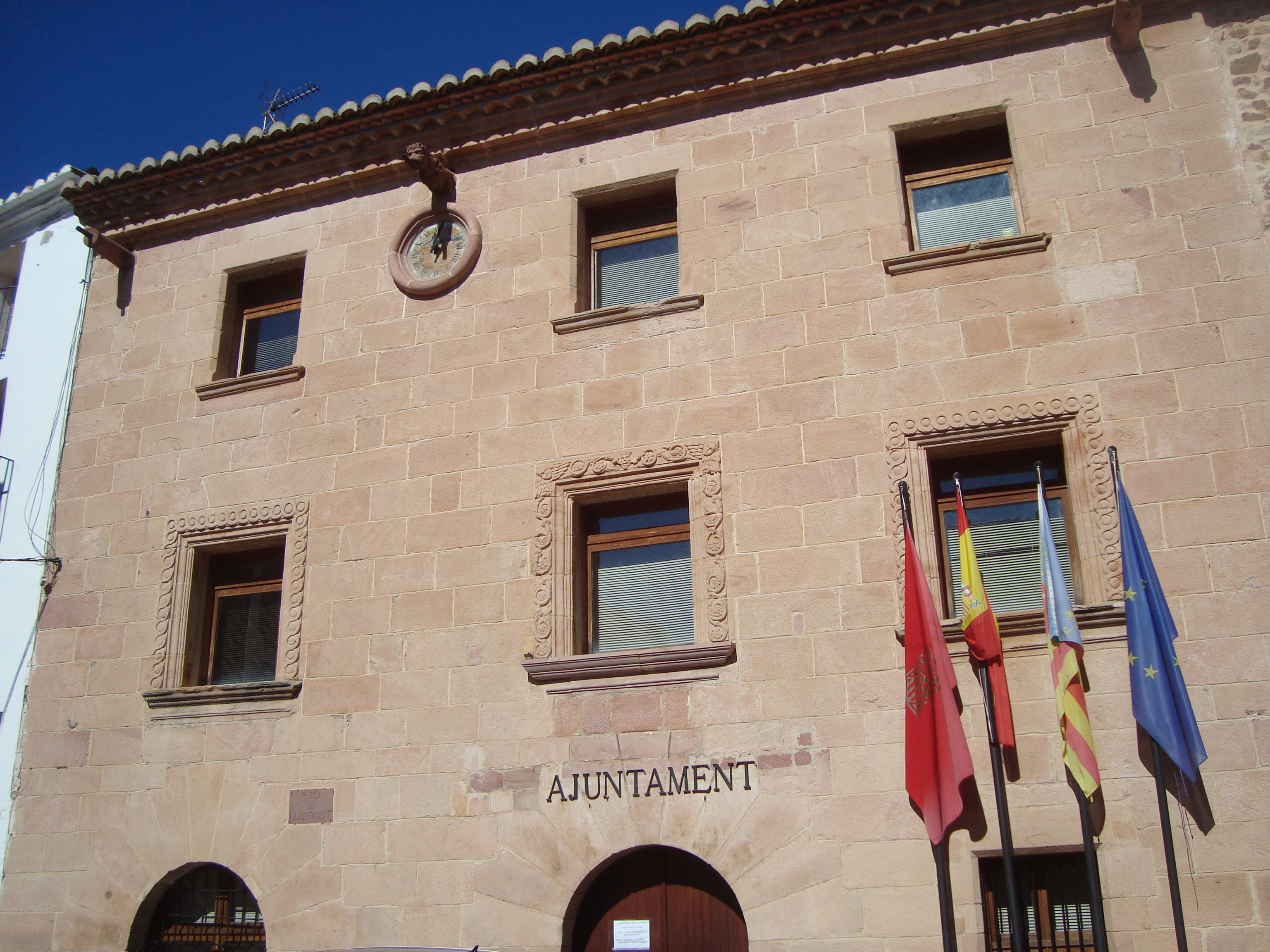
Mairie de Vilafamés.

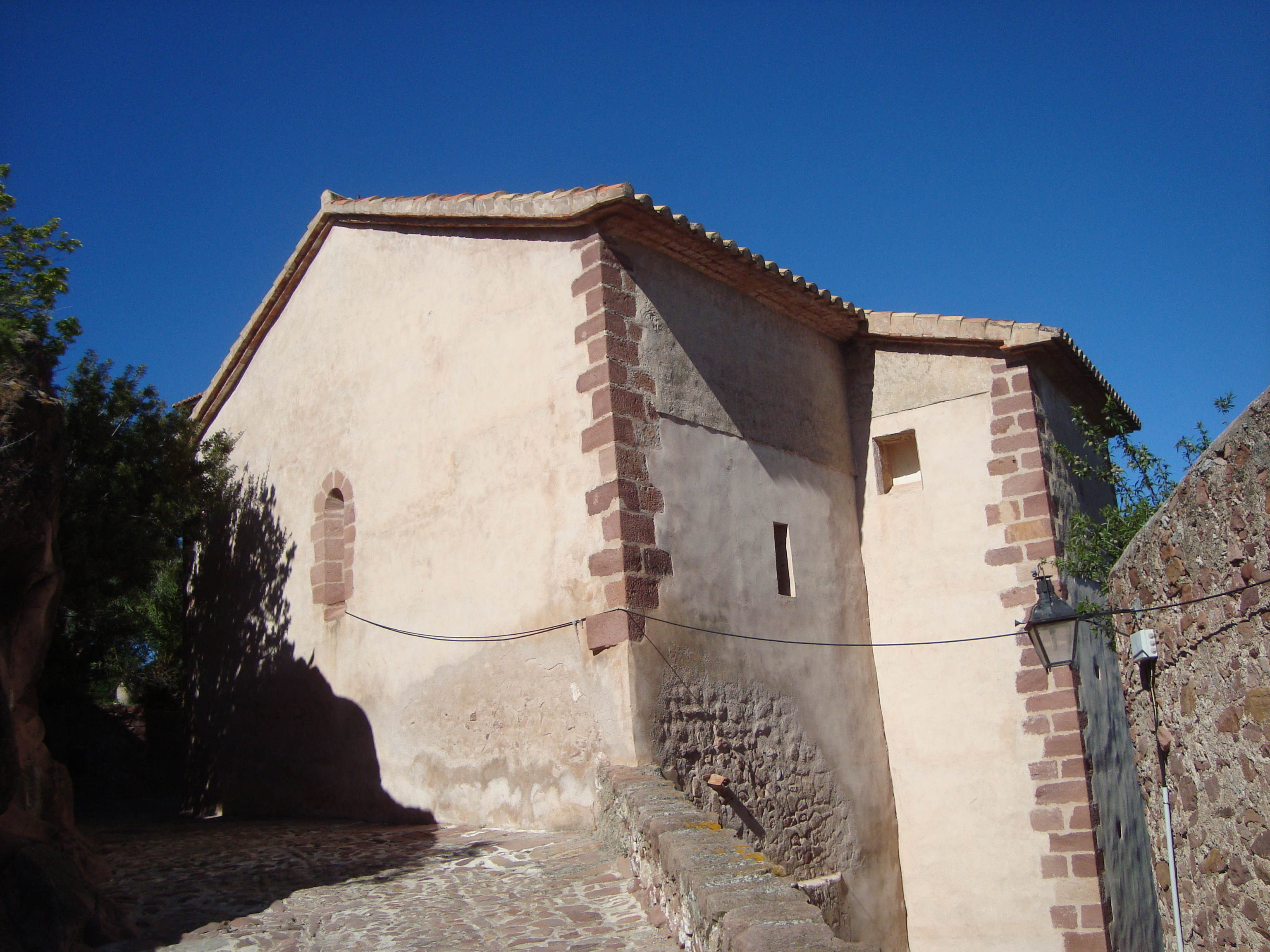
Église du Sang.
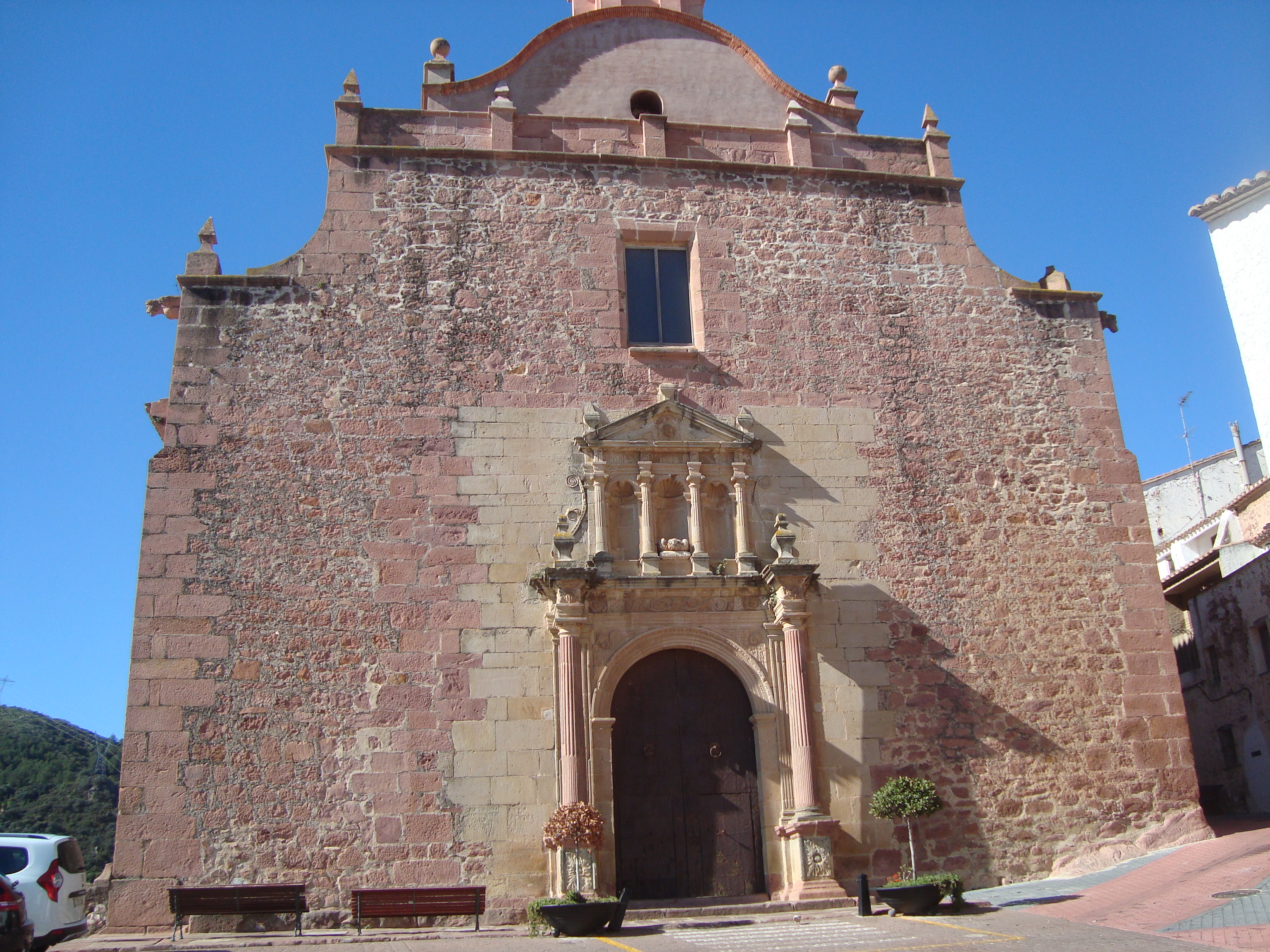
Église de l'Assomption.